# D.I.C.E. (渕上里奈のシングル)
D.I.C.E.（ダイス）は、日本の歌手、渕上里奈の1stシングルである。2011年12月21日にインディーズレーベルORANGE BEAT MUSICより発売。

## 概要
広島のローカルアイドルグループMMJのサブリーダー、渕上里奈のソロデビューシングル。プロデュースはMMJの「恋愛アジェンダ」や「Girl-Girl」にもサウンドプロデュースで参加しているSTEAL。
あえてA面・B面（リード曲・カップリング曲）という区別をせず、いわば「全A面」のような扱いとし、収録曲名とは別にタイトルを設定した。1曲目の「Destiny」の歌詞に登場する「サイコロ」を意味する「dice」と、収録4曲のタイトルの頭文字を並べたものをかけている。
流通はTSUTAYA限定である。

## 収録曲
| #  | タイトル             | 作詞             | 作曲   | 編曲     | 時間 |
| -- | -------------------- | ---------------- | ------ | -------- | ---- |
| 1. | 「Destiny」          | 渕上里奈＆須藤真 | 須藤真 | 須藤真   | 3:42 |
| 2. | 「I'm here for you」 | 須藤真           | 須藤真 | 須藤真   | 4:37 |
| 3. | 「Careless driver」  | 須藤真           | 須藤真 | 須藤真   | 4:50 |
| 4. | 「Easy prey」        | STEAL            | 須藤真 | 砂原雄樹 | 4:03 |